# Marionina argentea
Marionina argentea är en ringmaskart som först beskrevs av Wilhelm Michaelsen 1889.  Marionina argentea ingår i släktet Marionina och familjen småringmaskar. Arten är reproducerande i Sverige. Inga underarter finns listade i Catalogue of Life.